# Southern Soul
Southern Soul is soulmuziek uit de zuidelijke staten van de Verenigde Staten en wordt onderscheiden van de soul uit Detroit (Michigan). De stijl van de southern soul is trager en aardser dan de dansbare Motownsoul van de noordelijke staten, maar is niettemin opzwepend en energiek. Het tijdperk van de originele southern soul begon aan het begin van de jaren 1960 en eindigde in het midden van de jaren 1970.
De muziek is ontstaan uit een combinatie van stijlen, waaronder blues, country, vroege r&b en een sterke gospel-invloed die voortkwam uit de geluiden van zuidelijke zwarte kerken. Basgitaar, drums, blazerssectie en gospelroots zijn belangrijk voor soulgroove. Deze ritmische kracht maakte het een sterke invloed op de opkomst van funkmuziek. De termen deep soul, country soul, downhome soul en hard soul zijn synoniem gebruikt met southern soul.

## Geschiedenis

### Jaren 1960–1980
Sommige soulmuzikanten kwamen uit zuidelijke staten, zoals Otis Redding en James Brown, de inboorlingen van Georgia, Rufus Thomas en Bobby 'Blue' Bland uit Tennessee, Eddie Floyd uit Alabama en Lee Dorsey uit Louisiana. Southern soul werd beïnvloed door blues en gospelmuziek.
Southern soul was op zijn hoogtepunt eind jaren 1960, toen Memphis soul populair was. In 1963 richtte Stan Lewis Jewel Records op in Shreveport, Louisiana, samen met de twee dochterlabels Paula en Ronn. Jewel en Ronn Records behoorden tot de leiders op het gebied van r&b, blues, soul en gospel. Lewis contracteerde artiesten als John Lee Hooker, Charles Brown, Bobby Rush, Sam 'T-Bird' Jensen, Buster Benton, Toissaint McCall, Lightnin' Hopkins, Ted Taylor en Little Johnny Taylor. In 1966 bracht het in Shreveport gevestigde Murco Records Losin' Boy van Eddie Giles uit, dat vijf weken lang werd geregistreerd in de Cashbox Hot 100. Murco Records had onder andere soul hitsucces met Reuben Bell en de Belltones.
De andere belangrijke bijdragers waren Stax Records en hun huisband Booker T. & the M.G.'s. De meest succesvolle artiest Otis Redding van het Stax-label uit de jaren 1960 werd beïnvloed door de uit Georgia afkomstige Little Richard en de meer kosmopolitische geluiden van de in Mississippi geboren Sam Cooke. Andere bekende Stax-artiesten waren Carla Thomas, Eddie Floyd, Johnnie Taylor, The Staple Singers, The Dramatics (uit Detroit) en Isaac Hayes. De platen van de Atlantic Records-artiesten Sam & Dave werden uitgebracht bij het Stax-label en bevatten de MG's. Wilson Pickett lanceerde zijn solocarrière door zijn samenwerking met het Stax-team.
Nadat Sam & Dave van Stax naar Atlantic Records waren verhuisd, besloten Stax-producent David Porter en zijn songwriting- en productiepartner Isaac Hayes een nieuwe vocale groep van twee mannen en twee vrouwen samen te stellen. Ze rekruteerden J. Blackfoot, samen met Norman West, Anita Louis en Shelbra Bennett om The Soul Children te formeren. Tussen 1968 en 1978 hadden The Soul Children 15 hits in de r&b-hitlijst, waaronder drie die overgingen naar de Billboard Hot 100, en zeven albums opgenomen.
Een ander label uit Memphis, Goldwax Records, bevatte O.V. Wright, James Carr en Spencer Wiggins, terwijl Al Green, Don Bryant en Ann Peebles opnamen maakten voor Hi Records, waar ze werden geproduceerd door Willie Mitchell. Ook invloedrijk was de Muscle Shoals Sound, afkomstig uit Muscle Shoals, Alabama. The Muscle Shoals Rhythm Section speelde op hits van vele Stax-artiesten van eind jaren 1960 tot midden jaren 1970 en Atlantic Records-artiesten Wilson Pickett, Percy Sledge, Joe Tex en Aretha Franklin. In 1983 had voormalig Soul Children-zanger J. Blackfoot succes in de soulhitlijst met zijn single Taxi. Marvin Sease scoorde in 1987 met de r&b-hit Candy Licker.

## Het einde
In de jaren zeventig kwam disco op, en verloor de Southern Soul zijn prominente rol. Stax ging in 1976 failliet, de mastertapes uit dit faillissement kwamen in handen van Concord Records, dat in 2006 op een nieuw Stax-label de oude hits uitbracht. 